# Lei da Hälsingland
A Lei da Hälsingland ou Helsíngia (em sueco: Hälsingelagen) foi a lei oficial da Norlândia (abrangendo praticamente todo o Norte da Suécia), com exceção da Härjedalen e Jämtland, assim como de grande parte da Finlândia, durante a Idade Média. O texto abre com a frase "Meth lagh skal man land bygga", "Com a lei será construído este país".
O único manuscrito sobrevivente, data do século XIV, e está conservado na Biblioteca da Universidade de Uppsala (Codex Upsaliensis B 49). A Lei da Hälsingland foi codificada em 1320, e embora tenha sido influenciada pela Lei da Uppland de 1296, mostra sinais de uma tradição jurídica anterior a esta. Esteve em vigor até ao século XVII, apesar da Lei Nacional de Magno IV ter substituído sucessivamente as leis provinciais a partir de mais ou menos 1350.

Uma cópia em madeira do documento esteve durante séculos guardada e acorrentada na antiga igreja de Selånger, perto de Härnösand, de forma a poder ser consultada sem ser roubada.